# Notoclinus fenestratus
Notoclinus fenestratus är en fiskart som först beskrevs av Forster, 1801.  Notoclinus fenestratus ingår i släktet Notoclinus och familjen Tripterygiidae. Inga underarter finns listade i Catalogue of Life.